# Quamecke
Die Quamecke ist ein 3,8 km langer, orografisch linker Nebenfluss der Möhne in Nordrhein-Westfalen, Deutschland. Der Bach fließt vollständig im Stadtgebiet von Warstein.

## Geographie
Der Bach entspringt im Arnsberger Wald etwa 2,2 km südöstlich von Allagen auf einer Höhe von 356 m ü. NN. Die Quamecke fließt in überwiegend nördliche Richtungen, wobei sich die Flussrichtung mehrfach zwischen Nordwest und Nordost ändert. Nach einem Weg von etwa 2,6 km erreicht der Bach den südlichen Ortsrand von Sichtigvor und umfließt den Ort weitestgehend am östlichen Rand. Kurz vor der Mündung ist die Quamecke abschnittsweise kanalisiert. Nach 3,8 km mündet die Quamecke auf 237 m ü. NN in die Möhne. Bei einem Höhenunterschied von 119 Metern beträgt das mittlere Sohlgefälle 31,3 ‰. Das 5,428 km² große Einzugsgebiet wird über Möhne, Ruhr und Rhein zur Nordsee entwässert.